# Porotaka
Porotaka – rodzaj pająków z rodziny lejkowcowatych. Obejmuje 2 opisane gatunki. Zamieszkują Nową Zelandię.

## Morfologia
Pająki te osiągają od 1,5 do 3 mm długości ciała. Ośmioro oczu rozmieszczonych jest w dwóch odchylonych w widoku przednim rzędach. Oczy wszystkich par są podobnych rozmiarów z wyjątkiem oczu przednio-środkowych, które są bardzo drobne. Cała grupa oczu jest zwarta. Szczękoczułki mają po 2 zęby na krawędziach tylnych oraz po 2–5 zębów na przednich krawędziach bruzd. Szerokość wciętej u podstawy wargi dolnej jest większa od jej długości. Tarczowate sternum jest tak szerokie jak długie lub nieco dłuższe niż szerokie.
Odnóża wszystkich par są pozbawione włosków pierzastych, skopuli i przypazurkowych kępek włosków, natomiast zaopatrzone w dwa szeregi trichobotrii na goleniach oraz jeden szereg trichobotrii na nadstopiach i stopach, ponadto mają słabo wykształcone kolce, umiejscowione subdystalnie organy tarsalne, silnie grzebykowane pazurki górne oraz zaopatrzone w pojedynczy ząbek lub bezzębne pazurki dolne. Kolejność par odnóży od najdłuższej do najkrótszej to: IV, I, II, III. Golenie pierwszej pary odnóży mają po jednym bazalnym kolcu grzbietowym i pozbawione są dystalnej pary kolców brzusznych.
Opistosoma może być wyposażona w małe i podzielone siteczko przędne lub być go pozbawiona. Stożeczek jest mały, porośnięty szczecinkami. Genitalia samicy cechuje niezmodyfikowane epigynum z niewielką płytką na krawędzi tylnej oraz kulisty zbiornik nasienny z wyraźnie odgraniczonymi, rurkowatymi przewodami.
Nogogłaszczki samca mają wyrostek retrolateralny na goleni, dobrze rozwiniętą, niehaczykowatą apofyzę medialną, kolcokształtny i zakrzywiony wokół tylno-bocznej krawędzi bulbusa embolus oraz wydatny, T-kształtny konduktor.

## Występowanie
Przedstawiciele rodzaju występują endemicznie na Wyspie Południowej Nowej Zelandii, będąc znanymi tylko z jej północno-zachodniej części.

## Taksonomia
Rodzaj ten wprowadzony został w 1973 roku przez Raymonda Roberta Forstera i Cecila Louisa Wiltona w czwartej części monografii poświęconej pająkom Nowej Zelandii. Autorzy wyznaczyli jego gatunkiem typowym opisanego w tej samej publikacji P. detrita. Jako najbliższych krewnych tego taksonu wskazuje przedstawicieli rodzaju Mahura.
Do rodzaju tego należą dwa opisane gatunki:
- Porotaka detrita Forster et Wilton, 1973
- Porotaka florae Forster et Wilton, 1973